# TV Libertes
TV Libertés, hay TVL (tiếng Anh: "TV Liberies"), là một truyền hình web cực hữu của Pháp ra mắt vào năm 2014 và được dẫn dắt bởi Martial Bild và Philippe Milliau.

## Lịch sử
Dự án ban đầu được khởi xướng là "Notre antenne" bởi Philippe Millau (GRECE và Bloc Identitaire trước đây) và Gilles Arnaud (cựu Mặt trận Quốc gia).
Được ra mắt lần đầu trên Youtube vào tháng 1 năm 2014, TV Libertés được đạo diễn bởi Milliau và Martial Bild. Các nhà tài trợ của kênh bao gồm Jean-Yves Le Gallou, Yvan Blot, Robert Ménard và Philippe Conrad; cũng như những người khác như Paul-Marie Coûteaux, Renaud Camus, Yvan Blot, Bruno Mégret, Roger Holeindre và Jean Raspail.
Alain de Benoist và Gilbert Collard đã tổ chức các chương trình trên kênh.
Nó thúc đẩy quan điểm thân Nga trong quan hệ quốc tế, vào tháng 9 năm 2014 là kênh truyền hình duy nhất được phép đưa tin về cuộc họp của Sergey Naryshkin được tổ chức tại Đại sứ quán Paris của Nga. Trong cuộc bầu cử quốc hội không chính thức được tổ chức tại Cộng hòa Nhân dân Donetsk và Cộng hòa Nhân dân Luhansk, TV Libertés được phép đưa tin về công việc của "giám sát viên bầu cử" Jean-Luc Shaffhauser của Pháp.
TV Libertés được công nhận về tính chuyên nghiệp so với các kênh trực tuyến cực hữu khác và tìm cách cạnh tranh với truyền hình cáp, với ngân sách khoảng 1,5 triệu euro. Nó có một đài phát thanh tên là "Radio Libertés".
Vào tháng 6 năm 2018, kênh Youtube của TV Libertés đã ngừng hoạt động do "vi phạm bản quyền", dẫn đến phản ứng phê phán từ các thành viên Mặt trận Quốc gia, bao gồm cả lãnh đạo Marine Le Pen. Tổ chức bắt đầu xuất bản video một lần nữa trên Youtube vào tháng 2 năm 2019.

## Khách
Mục tiêu của kênh là cầu nối các nhân vật cánh hữu cực hữu và chủ đạo. Nhiều thành viên của quyền Pháp đã được mời, như Jean-Marie Le Pen, Philippe de Villiers, Nicolas Dupont-Aignan, Christine Boutin, Ivan Riou Scratch. Một số chính trị gia của FN cũng đã được phỏng vấn, như Thierry Mariani, Marion Maréchal, Nicolas Bay, Louis Aliot và Bruno Gollnisch.